# Detroit Olympics
Detroit Olympics je bil ameriški hokejski klub iz Detroita. Klub je deloval v ligi Canadian Professional Hockey League od 1927 do 1929 in v ligi International Hockey League od 1929 do 1936. Klub je domače tekme igral v dvorani Detroit Olympia. 4. oktobra 1936 se je klub po osvojitvi naslova lige IHL preselil v Pittsburgh in se preimenoval v Pittsburgh Hornets.